# 小立野
小立野（こだつの）は、石川県金沢市の町名。現行行政地名は小立野1丁目から5丁目。全域で住居表示実施済み。本町の母体の一つである上野本町（うえのほんまち）についても記述する。

## 地理
金沢城の南東、小立野台地に位置する。東で旭町、西で笠舞、三口新町、南で錦町、北で石引と接している。

## 歴史
この地は元々原野であったが、前田氏の金沢入府以降、金沢城下の拡大や寺院の建立・移転に伴い、次第に町場化していった。近世を通して町地の拡大は続き、近傍の村地を相対請地として町立していった。それでも終戦直後までは現在の小立野1、2丁目の周辺は金沢工業専門学校（現在の金沢大学理工学域の前身）や陸軍上野射撃場があるほかは、田畑が広がるのどかな地域であった。昭和30年代に旧上野射撃場跡で区画整理が行われ、大規模な住宅地が造成された。近隣に金沢大学、金沢学院大学、北陸大学と沢山の大学があり学生街としても古くから知られている。

### 旧町名の概要
上鶴間町（かみつるままち）
- 寺社門前地。明治4年に天徳院門前が改称[7]。明治12年、山崎領の一部を編入[8]。昭和35年10月、一部が菫町となる。昭和39年4月、小立野2-5丁目・石引1-2丁目及び宝町の一部となる。

下鶴間町（しもつるままち）
- 寺社門前地。明治4年に経王寺前・経王寺横町と経王寺門前の一部を併せて成立[7]。明治12年、上野新村の一部を編入[8]。昭和39年4月、小立野5丁目・石引1丁目及び宝町の一部となる。

元鶴間町（もとつるままち）
- 寺社門前地。明治初年に天徳院門前の一部から起立[9] 。明治12年、上野新村の一部を編入[8]。昭和39年4月、小立野5丁目及び宝町の一部となる。

上弓ノ町（かみゆみのまち）
- 武家地。天和元年（1681年）から足軽弓組の組地となった。明治5年、如来寺組地に町名が付される[7]。明治12年、上野新村の一部を編入。昭和39年4月、小立野2、5丁目の一部となる。旧町域は金沢商業高校から如来寺一帯にあたる。

中弓ノ町（なかゆみのまち）
- 武家地。天和元年（1681年）から足軽弓組の組地となった。明治5年、経王寺組地に町名が付される[7]。昭和39年4月、小立野5丁目の一部となる。旧町域の北部は金沢大学鶴間キャンパスの敷地となっている。

下弓ノ町（しもゆみのまち）
- 武家地。天和元年（1681年）から足軽弓組の組地となった。明治5年、横山同心組地に町名が付される[7]。昭和39年4月、小立野5丁目の一部となる。旧町域の大部分は金沢大学鶴間キャンパスの敷地となっている。

小立野新町（こだつのしんまち）
- 地子町。明治4年に小立野上新町と小立野下新町の一部を併せて成立[7]。明治12年、上野新村の一部を編入[8]。昭和39年1月、一部が小立野3丁目となる。同年4月、小立野3-4丁目及び石引2丁目の一部となる。旧町域は石引往還の両側にあたる。

松下町（まつしたまち）
- 武家地。明治2年、横山蔵人家中屋敷地に町名が付される[7]。明治12年、上野新村の一部を編入[8]。昭和39年4月、小立野3丁目の一部となる。旧町域は現在の小立野3丁目13、14、18街区周辺。

上野町（うえのまち）
- 地子町。もと石川郡上野村の村地であったが、貞享4年（1687年）に相対請地となり町立される。文政4年（1821年）2月に町奉行支配となり、町名が付された。明治4年、宝幢寺門前と天徳院裏門前の一部を編入[7]。明治12年、上野新村の一部を編入[8]。昭和39年4月、小立野3丁目の一部となる。旧町域は石引往還の両側にあたる。

菫町（すみれまち）
- 上野本町第一土地区画整理事業施行地。昭和35年成立。昭和39年4月、小立野2丁目の一部となる。

森丘町（もりおかまち）
- 上野本町第二・三・四土地区画整理事業施行地。昭和35年成立、昭和36年拡大。昭和39年4月、小立野1-2丁目の一部となる。

小立野台町（こだつのだいまち）
- 上野本町第三土地区画整理事業施行地。昭和36年成立。昭和39年4月、小立野1丁目の一部となる。

（旧）小立野三丁目（こだつのさんちょうめ）
- 笠舞第四土地区画整理事業施行地の一部。笠舞町の区画整理地区のうち、後に小立野3丁目として住居表示されることが内定していた地区。昭和39年1月成立。同年4月、（新）小立野3丁目の一部となる。

### 沿革
- 1964年（昭和39年）4月1日 - 住居表示実施により、上弓ノ町・中弓ノ町・下弓ノ町・松下町・上野町・菫町・森丘町・小立野台町、小立野三丁目の全部と上鶴間町・下鶴間町・元鶴間町・小立野新町・与力町1番丁・天神町二丁目・上野本町・錦町・涌波町・旭町・三口新町・田井町・笠舞町の各一部をもって成立[10]。
- 1976年（昭和51年）5月1日 - 住居表示実施により、小立野5丁目の一部が旭町3丁目の一部となる[11]。現在の町域となる。

## 町域の変遷
| 実施後      | 実施年                   | 実施前 |
| ----------- | ------------------------ | --- |
| 小立野1丁目 | 1964年（昭和39年）4月1日 | 上野本町ハ、上野本町興、旭町ナ、小立野台町の全部及び森丘町、旭町カ、錦町ミの各一部                                                               |
| 小立野2丁目 | 1964年（昭和39年）4月1日 | 上野本町丁、旭町ワ、旭町ツ、旭町ネ、菫町の全部及び上野本町戌、上野本町已、上野本町庚、旭町カ、旭町ヲ、森丘町、上鶴間町、上弓ノ町の各一部         |
| 小立野3丁目 | 1964年（昭和39年）4月1日 | 小立野三丁目、笠舞町レ、上野町、松下町の全部及び上野本町庚、上野本町已、上野本町辛、上鶴間町、小立野新町、三口新町乙、涌波町戌、笠舞町ソの各一部 |
| 小立野4丁目 | 1964年（昭和39年）4月1日 | 小立野新町、上野本町已、上鶴間町の各一部 |
| 小立野5丁目 | 1964年（昭和39年）4月1日 | 中弓ノ町、下弓ノ町の全部及び上鶴間町、下鶴間町、元鶴間町、上弓ノ町、与力町一番丁、旭町ヲ、田井町ソ、田井町ワ、田井町ム、天神町二丁目の各一部     |

## 世帯数と人口
2018年（平成30年）4月1日現在の世帯数と人口は以下のとおりである。
| 丁目        | 世帯数    | 人口    |
| ----------- | --------- | ------- |
| 小立野1丁目 | 800世帯   | 1,698人 |
| 小立野2丁目 | 767世帯   | 1,555人 |
| 小立野3丁目 | 724世帯   | 1,334人 |
| 小立野4丁目 | 405世帯   | 853人   |
| 小立野5丁目 | 116世帯   | 228人   |
| 計          | 2,812世帯 | 5,668人 |

## 小・中学校の学区
市立小・中学校に通う場合、学区は以下のとおりとなる。
| 町丁        | 街区         | 番号        | 小学校                 | 中学校               |
| ----------- | ------------ | ----------- | ---------------------- | -------------------- |
| 小立野1丁目 | 小立野1丁目  | 小立野1丁目 | 金沢市立小立野小学校   | 金沢市立紫錦台中学校 |
| 小立野2丁目 |              |             | 金沢市立小立野小学校   | 金沢市立紫錦台中学校 |
| 小立野3丁目 | 7番          | 29号 - 44号 | 金沢市立南小立野小学校 | 金沢市立紫錦台中学校 |
| 小立野3丁目 | 7番          | その他      | 金沢市立小立野小学校   | 金沢市立紫錦台中学校 |
| 小立野3丁目 | その他の街区 |             | 金沢市立小立野小学校   | 金沢市立紫錦台中学校 |
| 小立野4丁目 |              |             | 金沢市立小立野小学校   | 金沢市立紫錦台中学校 |
| 小立野5丁目 |              |             | 金沢市立小立野小学校   | 金沢市立紫錦台中学校 |

## 町会
小立野校下
- 上野町町会（旧:上野町）
- 共和会（旧:小立野新町、旧:松下町）
- 鶴親会（旧:上鶴間町、旧:菫町）
- 鶴和会（旧:上鶴間町）
- むつみ会（旧:上鶴間町）
- 鶴睦会（旧:上鶴間町）
- 鶴誠会（旧:上鶴間町）
- 鶴友会（旧:上鶴間町）
- 旭親上町会（旧:旭町、旧:菫町）
- 旭親下町会（旧:旭町、旧:菫町）
- 弓和会（旧:上弓ノ町、旧:中弓ノ町、旧:下弓ノ町）
- 下鶴間町会（旧:下鶴間町）
- 笠舞新和会 （旧:笠舞町）

崎浦地区
- 上野本町上町会（旧:上野本町）
- 上野本町下町会（旧:上野本町）
- 森丘上町会（旧:森丘町）
- 森丘下町会（旧:森丘町）
- 小立野台町会（旧:小立野台町）
- 友和会町会（旧:小立野台町）
- 双葉会町会（旧:小立野台町）
- 小立野東町会（旧:小立野台町、錦町）

## 施設
寺院
- 小立野寺院群
  - 天徳院
  - 経王寺

教育
- 石川県立図書館（2022年7月開館）
- 金沢大学鶴間キャンパス
- 金沢美術工芸大学
- 石川県立金沢商業高等学校
- 金沢市立小立野小学校
- 石川県立盲学校
- 石川県警察学校
- 金沢少年鑑別所

## 交通

### バス
「小立野」バス停の名称はかつて走っていた市内電車の電停に合わせて付けられたもので、実際には石引に位置する。また「崎浦・県立図書館口」バス停は2022年7月15日までは「崎浦公民館」、さらに以前は「工学部前」であった。
- 北鉄バス（北陸鉄道・北鉄金沢バス・北鉄白山バス）　錦町粟崎線、錦町B線ほか　天徳院前、小立野三丁目、崎浦・県立図書館口、小立野一丁目、如来寺前、金商高校前、小立野二丁目、金沢美術工芸大学前、石川県立図書館バス停
- 金沢ふらっとバス菊川ルート　小立野下馬バス停

## 上野本町
旧加賀国石川郡石浦荘上野新村、同郡崎浦村字上野新。

### 地理
かつては、現在の小立野1～3丁目の大部分を占めていたが、相次ぐ区画整理及び住居表示施行により、大部分が小立野に内包された。現在では小立野の南部、区画整理から外れた一画（上野本町壬・丙）のみが残されている。

### 歴史
この地は元々、下小立野と呼ばれる原野であったが、経王寺の移転により村地を失った山崎村の百姓が移住し、辰巳用水の水を用いて開村した。一時は上野村とも称されたが延宝6年（1678年）に上野新村に再改称した。
- 1646年（正保3年）- 新田開発が始まる[19]。
- 幕末 - 加賀国石川郡石浦荘上野新村が存在[20]。鞍月組所属[21]。加賀藩領。
- 1871年8月29日（明治4年7月14日） - 廃藩置県により金沢県の管轄となる。
- 1872年3月10日（明治5年2月2日） - 金沢県が改称して石川県となる。
- 1879年（明治12年） - 相対請地になっていた区域を金沢区（松下町、小立野新町、上野町、上弓ノ町、土取場撞木町、土取場永町、元鶴間町、下鶴間町、上石引町）へ編入[8]。
- 1889年（明治22年）4月1日 - 町村制施行により、崎浦村発足。同村の字上野新となる。
- 1936年（昭和11年）4月1日 - 崎浦村が金沢市に編入され、同市上野本町となる。
- 1960年（昭和35年）
  - 8月27日 - 一部が森丘町となる。
  - 10月22日 - 一部が菫町となる。
- 1961年（昭和36年）
  - 7月5日 - 一部が森丘町、小立野台町となる。
  - 11月24日 - 一部が森丘町となる。
- 1964年（昭和39年）
  - 1月11日 - 一部が笠舞一丁目・小立野三丁目となる。
  - 4月1日 - 住居表示実施により、大部分が小立野1-4丁目、笠舞1丁目となる。
- 1965年（昭和40年）11月27日 - 一部が三口新町一丁目となる。
- 1966年（昭和41年）1月22日 - 一部が笠舞本町となる。
- 1973年（昭和48年）6月1日 - 住居表示実施により、一部が笠舞1丁目、三口新町3丁目となる。

### 町域の変遷
| 実施後      | 実施年                     | 実施前                                                                                     |
| ----------- | -------------------------- | ------------------------------------------------------------------------------------------ |
| 森丘町      | 1960年（昭和35年）8月27日  | 上野本町興、上野本町新の各一部                                                             |
| 菫町        | 1960年（昭和35年）10月22日 | 旭町ヲ、旭町ツ、旭町ネ、上野本町戌、上野本町已、上野本町丁、上野本町ロ、上鶴間町の各一部   |
| 森丘町      | 1961年（昭和36年）7月5日   | 上野本町新、上野本町興、上野本町丁の各一部                                                 |
| 小立野台町  | 1961年（昭和36年）7月5日   | 上野本町イ、上野本町ニ、上野本町ホ、上野本町甲、上野本町興、錦町九、錦町六、錦町ニの各一部 |
| 森丘町      | 1961年（昭和36年）11月24日 | 上野本町新、上野本町八、上野本町丁、旭町ワの各一部                                         |
| 小立野3丁目 | 1964年（昭和39年）1月11日  | 笠舞町ソ、笠舞町レ、笠舞町ワ、笠舞町戌、上野本町辛、小立野新町の各一部                     |

### 小・中学校の学区
市立小・中学校に通う場合、学区は以下のとおりとなる。
| 町丁       | 小学校                 | 中学校               |
| ---------- | ---------------------- | -------------------- |
| 上野本町壬 | 金沢市立南小立野小学校 | 金沢市立紫錦台中学校 |
| 上野本町丙 | 金沢市立小立野小学校   | 金沢市立紫錦台中学校 |